# Zilveren Krulstaart
Der Zilveren Krulstaart (deutsch: Silberner Ringelschwanz) ist der einzige niederländische Preis für Drehbuchautoren. Die Gewinner werden branchenintern ermittelt.

## Geschichte
Da es bei der alljährlichen Vergabe des Goldenen Kalbs (Gouden Kalf) keine Kategorie für das „Beste Drehbuch“ gibt, kamen die Initiatoren des Zilveren Krulstaart auf die Idee, selbst eine solche Auszeichnung ins Leben zu rufen.
Die Initiative „Netwerk Scenarioschrijvers“, eine Unterorganisation der niederländischen Schriftsteller- und Übersetzervereinigung Auteursbond, vergab 2001 erstmals den seinerzeit noch so genannten Geuzenprijs an den Drehbuchautor Robert Alberdingk Thijm für sein Drehbuch der Kinderserie De Daltons.
Es gab zunächst auch nur die Kategorie Beste TV-Serie. Ab 2011 wurden zwei weitere Kategorien hinzugenommen, so dass seitdem die Preise für den Beste lange Film, Beste korte Film und Beste Televisieserie (Bester Langfilm, Bester Kurzfilm und Beste Fernsehserie) vergeben werden.
Gewinner waren neben vielen anderen die Drehbuchautoren der Produktionen:
- Gooische Vrouwen (Feine Freundinnen, Fernsehserie 2009)
- Penoza (2. Staffel, Fernsehserie 2013)
- Bram Fischer (Langfilm, 2017)
- Undercover (Fernsehserie 2019)

## Weitere Preisverleihungen
Neben dem Zilveren Krulstaart wird seit 2017 auch der Zilveren Pen verliehen. Dieser Preis wird an Personen oder Institutionen verliehen, die sich besonders um die Sichtbarkeit von Drehbuchautoren bemühen. Eine der Ausgezeichneten ist beispielsweise die Politikerin Ingrid van Engelshoven.
Den Goulden Pen erhält seit 2012 der Drehbuchautor, dessen Film mehr als hunderttausend Zuschauer in die Kinos lockte (siehe auch Goldener Film).
Einer der Gewinner hier war 2018 Paula van der Oest für das Drehbuch zu Die Schlacht um die Schelde.